# La Neuveville-devant-Lépanges
La Neuveville-devant-Lépanges is een gemeente in het Franse departement Vosges (regio Grand Est) en telt 357 inwoners (1999). De plaats maakt deel uit van het arrondissement Épinal. Sinds 1973 is Saint-Jean-du-Marché een commune associée van deze gemeente.

## Geografie
De oppervlakte van La Neuveville-devant-Lépanges bedraagt 8,8 km², de bevolkingsdichtheid is 40,6 inwoners per km².
De onderstaande kaart toont de ligging van La Neuveville-devant-Lépanges met de belangrijkste infrastructuur en aangrenzende gemeenten.

## Demografie
Onderstaande figuur toont het verloop van het inwonertal (bron: INSEE-tellingen).
Aydoilles · Beauménil · Bruyères · Champ-le-Duc · Charmois-devant-Bruyères · Cheniménil · Destord · Deycimont · Docelles · Dompierre · Fays · Fiménil · Fontenay · Girecourt-sur-Durbion · Grandvillers · Gugnécourt · Laval-sur-Vologne · Laveline-devant-Bruyères · Laveline-du-Houx · Lépanges-sur-Vologne · Méménil · La Neuveville-devant-Lépanges · Nonzeville · Padoux · Pierrepont-sur-l'Arentèle · Prey · Le Roulier · Sainte-Hélène · Viménil · Xamontarupt
1. ↑  Populations de référence 2022.